# アンジェラベイビー
アンジェラベイビー（Angelababy、楊穎、1989年2月28日 - ） は中国出身の女性ファッションモデル、中国・香港の女優である。

## 略歴
1989年2月28日、上海市で生まれ、小学生の頃（2002年）香港に移住した。父方の祖父がドイツ人である。
2004年に香港ディズニー・チャンネルのMCとしてデビューし、2007年にモデルとしての活動を開始した。2010年2月、ウォン・カーウァイ監督の作品『ブエノスアイレス』のスチール写真起用で一躍有名になった写真家ウィン・シャ（夏永康）の初監督作品に主演。これがきっかけで、台湾版『ヴォーグ』や『i-D』『ニューヨーク・タイムズ』などの国際的な雑誌のファッションページに登場した。
2009年に、日本の芸能事務所エイベックス・グループ・ホールディングスと契約。同年夏から日本での活動を本格化させた。その後、日本の事務所エイジアクロスに所属している（現在は契約終了）。
女優としては主に映画に出演していたが、演技力については評価されないことが多く、たびたび「演技力ゼロ」と批判されてきた。だが、2015年に主演したテレビドラマ『雲中歌 〜愛を奏でる〜』での演技が好評となり、以後はドラマ・映画に並行して出演している。翌2016年にはハリウッド映画『インデペンデンス・デイ: リサージェンス』に出演した。その後も主演ドラマ『孤高の花 〜General&I〜』（2017年）では「演技とは呼べない」「美しいだけの花瓶そのもの」などと酷評されたが、出産と育児で休業した後に復帰した『摩天楼のモンタージュ〜Horizon Tower〜』（2020年）では演技力が大きく進歩したと話題になった。
2020年頃から「なりたい顔No.1」として日本の20代女性から絶大な人気を集めており、愛沢えみりなど人気モデルらが自身のSNSなどで彼女のファンであることを度々公言している。

## 人物
中国語、英語、日本語が話せる。
2015年に俳優の黄暁明（ホアン・シャオミン）と結婚し、2017年に第1子男児を出産したが、2022年1月28日に離婚を発表した。

## 作品

### シングル・インターネット配信曲
| 枚  | 発売日                                  | タイトル                     | 規格品番   | 備考 |
| --- | --------------------------------------- | ---------------------------- | ---------- | --- |
| 1st | 2010年7月28日(着うた) 2010年8月10日(CD) | Beauty Survivor              | AVC1-31071 | - ヴィダルサスーンCMソング。 - CDのみとCD＆BOOKセットが、mu-moショップ限定で8月10日に発売された。CD＆BOOKセットには、書籍「I LOVE Baby、Angelababy！アンジェラベイビーのすべて!」がつく。また、両パターンとも、Vidal Sassoonのミニシャンプー・ミニコンディショナーがつく。数量限定。 - 1セット限定、Yahoo!オークションにて、ガラスのCD、パトリシア・フィールドプロデュースのドレス、手袋、パンプスのセットが出品された。361,000円で落札された。2010年8月3日オークション開始、8月9日落札。 |
| 2nd | 2011年3月23日(着うた) 2011年4月20日(CD) | Everyday's a Beautiful Story | -          | - FASHION×MUSIC×Vidal Sassoon CMソング。 |
| 3rd | 2011年3月23日(着うた) 2011年4月20日(CD) | Love Never Stops             | -          | - FASHION×MUSIC×Vidal Sassoon CMソング。 |

## 出演

### 雑誌
- Ray（主婦の友社、2008年 - 2009年）
- GLAMOROUS（講談社）
- WWD BEAUTY（INFASパブリケーションズ）
- S Cawaii!（主婦の友社）

### CM
- 女たちは二度遊ぶ（BeeTV）
- evian「Feel evian」篇（2010年）
- ヴィダルサスーン（2010年）

### 映画
日本語吹替は櫻井智が担当することが多い。
- 『些細なこと』（原題：破事児）（2007年）※第21回東京国際映画祭で上映後、特集上映のみ
- 『それでも恋する楽観男子（中国語版）』（原題：矮仔多情）（2010年）※CS放送のみ
- 『ホット・サマー・デイズ』（原題：全城熱戀熱辣辣）（2010年）※第23回東京国際映画祭で上映
- （花田囍事2010）（2010年）
- 『ハッピーイヤーズ・イブ』（原題：全球熱戀）（2011年）※日本ではDVDスルー
- 『桃さんのしあわせ』（原題：桃姐）（2011年）※カメオ出演
- 『ハーバー・クライシス〈湾岸危機〉 Black&White Episode1（中国語版）』（原題：痞子英雄首部曲:全面開戰）（2012年）
- 『TAICHI/太極 ゼロ』（原題：太極1從零開始）（2012年）
- 『TAICHI/太極 ヒーロー』（原題：太極2英雄崛起）（2012年）
- 『メモリー First Time』（原題：第一次）（2012年）
- 『ライズ・オブ・シードラゴン 謎の鉄の爪』（原題：狄仁傑之神都龍王）（2013年）
- 『ライズ・オブ・ザ・レジェンド 炎虎乱舞』（原題：黄飛鴻之英雄有夢）（2014年）※日本ではDVDスルー
- 『インスタント・ファミリー』（原題：失戀急讓）（2014年）※日本ではNetflix配信
- 『ヒットマン:エージェント47』（原題：Hitman: Agent 47）（2015年）
- 『ユア・マイ・サンシャイン』（原題：何以笙簫默）（2015年）※2015東京・中国映画週間で上映
- 『ロスト・レジェンド 失われた棺の謎』（原題：鬼吹灯之尋龍訣）（2015年）
- 『インデペンデンス・デイ: リサージェンス』（原題：Independence Day: Resurgence）（2016年）
- 『封神伝奇 バトル・オブ・ゴッド』（原題：封神傳奇）（2016年）
- （擺渡人）（2016年）
- 『ラブ O2O』（原題：微微一笑很傾城）（2016年）※2016東京・中国映画週間で上映
- 『本日彼氏』（原題：明天你是否依然爱我）（2020年）

### テレビドラマ
- 『雲中歌 〜愛を奏でる〜』（原題：大漢情縁之雲中歌）（2015年）
- 『孤高の花 〜General&I〜』（原題：孤芳不自賞）（2017年）
- 『マイ・ディア・フレンド 〜恋するコンシェルジュ〜』（原題：我的真朋友）（2019年）
- 『摩天楼のモンタージュ〜Horizon Tower〜』（原題：摩天大楼）（2020年）
- 『ありのままの君に恋して』（原題：爱情应该有的样子）（2021年）
- 『風起隴西 -SPY of Three Kingdoms-』（原題：风起陇西）（2022年）
- 『トワイライト 〜恋がはじまる時間〜』（原題：暮色心約）（2023年）
- 『塵縁〈じんえん〉 〜Destiny Lovers〜』（原題：尘缘）（2023年）

### 音楽関係
ミュージックビデオ
- レミオロメン「恋の予感から」
- レミオロメン「花鳥風月」

CDジャケット
- ハウスネイション（エイベックス、2010年4月7日）4代目カバーガール

## 書籍
- I LOVE Baby,Angelababy! アンジェラベイビーのすべて!（2010年7月28日、講談社）ISBN 9784063794854

### 写真集
- Love Angelababy(2008年)(HK) ISBN 9789881712882
- Miss Angelababy(2009年)(HK)
- Paradise (2010年) ISBN 9789881807281